# Michael Cochrane
Michael Dundonald Cochrane, född 19 maj 1947 i Brighton, East Sussex, är en brittisk skådespelare.

## Rollista i urval
- 1981 – Den sista matchen
- 1982 – Maktens barn
- 1982, 1989 – Doctor Who (TV-serie)
- 1983 – Agatha Christie's Partners in Crime (TV-serie)
- 1987 – Krigets skördar (TV-serie)
- 1993 – Skenet bedrar (TV-serie)
- 1993–2008 – Sharpe (TV-serie)
- 1997 – Farlig identitet
- 1997 – Helgonet
- 1997, 2009 – Tillbaka till Aidensfield (TV-serie)
- 2011 – Järnladyn
- 2011–2015 – Downton Abbey (TV-serie)
- 2012 – Titanic: Blood and Steel (TV-serie)
- 2016 – The Crown (TV-serie)
- 2021 – The Outlaws (TV-serie)
- 2022 – Living
- 2023 – Barnmorskan i East End (TV-serie)